# Eleonora d'Asburgo
Eleonora d'Asburgo (Bruxelles, 15 novembre 1498 – Talavera la Real, 18 febbraio 1558) fu regina di Portogallo e poi regina di Francia.
Era la figlia primogenita di Filippo d'Asburgo e di Giovanna di Castiglia e Aragona.

## Biografia

### Infanzia
La piccola Eleonora ebbe presto una sua corte personale. Alla morte di Filippo, avvenuta nel 1506, Giovanna, ritenuta ingiustamente insana di mente, fu imprigionata nella fortezza di Tordesillas dove fu sempre tenuta all'oscuro di tutto ciò che accadeva all'esterno.
Eleonora, insieme ai fratelli Carlo (il futuro signore d'Europa Carlo V), Isabella e Maria, crebbe presso la corte borgognona della zia paterna Margherita d'Asburgo.
La corte borgognona era culturalmente a quel tempo una delle più vivaci e ricche d'Europa. I bambini ebbero quindi una infanzia dorata, a differenza dei fratelli Ferdinando e Caterina, i quali invece crebbero in Spagna.

### Matrimoni
Raggiunta l'età da marito, il fratello Carlo, che era ormai il capo famiglia, era intenzionato a darla in sposa per i suoi fini politici.
Ma Eleonora era una giovane romantica e si intestardì a voler contrarre un matrimonio d'amore. Si fece avanti allora il conte palatino Federico di Wittelsbach, cavaliere valoroso e ammirato nei numerosi tornei che si tenevano a corte. Nell'estate del 1517 egli scrisse all'amata un'appassionata lettera d'amore. Ma Carlo ne venne informato e, proprio mentre la ragazza stava ricevendo la lettera, piombò nei suoi appartamenti intimandole di consegnargliela. Lei tentò di nascondersela addosso ma il fratello con durezza gliela strappò di mano. I due innamorati furono trascinati dalla furia dell'imperatore davanti ad un notaio per giurare di non aver contratto un matrimonio segreto, dopo di che il conte venne bandito dalla corte. Eleonora non lo rivide mai più e dovette rassegnarsi a rinunciare ai suoi sogni romantici.
Fu data così in sposa al re Manuele I di Portogallo, già vedovo di Isabella di Trastámara e di Maria di Trastamara, zie materne di Eleonora: in virtù di questo matrimonio, il 4 luglio 1518 assunse il titolo di regina consorte, mantenendolo fino alla morte del marito. Rimasta vedova il 13 dicembre 1521, nel 1530 andò sposa a Francesco I di Francia, come concordato nel Trattato di Madrid, che suggellava la pace tra Spagna e Francia.
Eleonora fu dunque prima regina del Portogallo e poi di Francia, ma rimase vedova anche del secondo marito nel 1547. Tornò quindi a vivere, come anche la sorella Maria, al fianco del fratello Carlo.

Le sorelle gli restarono accanto anche quando il vecchio imperatore decise di abdicare a favore del figlio Filippo e ritirarsi nell'Estremadura, in Spagna.

### Morte
Eleonora morì a Talaveruela, pochi mesi prima del fratello con cui era cresciuta.

## Discendenza
Eleonora ebbe due figli dal primo marito, nonché zio, Manuele I del Portogallo: 
- Carlo (18 febbraio 1520 – 15 aprile 1521);
- Maria d'Aviz (18 giugno 1521 - 10 ottobre 1577). Nubile e senza discendenza, fu una delle donne più ricche della sua epoca.

Dal secondo matrimonio non ebbe discendenza. 

## Ascendenza
|                         |                       |                          | Genitori                            |  |  | Nonni |  |  | Bisnonni     |  |  | Trisnonni |  |
|                         |                       |                          |                                     |  |  |       |  |  | Federico III |  |  | Ernesto I |  |
|                         |                       |                          |                                     |  |  |       |  |  | Federico III |  |  | Ernesto I |  |
|                         |                       | Cimburga di Masovia      |                                     |  |  |       |  |  | Federico III |  |  |           |  |
| Massimiliano I          |                       |                          |                                     |  |  |       |  |  | Federico III |  |  |           |  |
|                         |                       | Eleonora d'Aviz          | Edoardo del Portogallo              |  |  |       |  |  |              |  |  |           |  |
|                         |                       | Eleonora d'Aviz          | Edoardo del Portogallo              |  |  |       |  |  |              |  |  |           |  |
|                         |                       | Eleonora d'Aviz          | Eleonora d'Aragona                  |  |  |       |  |  |              |  |  |           |  |
| Filippo I               |                       | Eleonora d'Aviz          |                                     |  |  |       |  |  |              |  |  |           |  |
|                         |                       | Carlo I di Borgogna      | Filippo III di Borgogna             |  |  |       |  |  |              |  |  |           |  |
|                         |                       | Carlo I di Borgogna      | Filippo III di Borgogna             |  |  |       |  |  |              |  |  |           |  |
|                         |                       | Carlo I di Borgogna      | Isabella del Portogallo             |  |  |       |  |  |              |  |  |           |  |
| Maria di Borgogna       |                       | Carlo I di Borgogna      |                                     |  |  |       |  |  |              |  |  |           |  |
|                         |                       | Isabella di Borbone      | Carlo I di Borbone                  |  |  |       |  |  |              |  |  |           |  |
|                         |                       | Isabella di Borbone      | Carlo I di Borbone                  |  |  |       |  |  |              |  |  |           |  |
|                         |                       | Isabella di Borbone      | Agnese di Borgogna                  |  |  |       |  |  |              |  |  |           |  |
| Eleonora d'Asburgo      |                       | Isabella di Borbone      |                                     |  |  |       |  |  |              |  |  |           |  |
|                         | Giovanni II d'Aragona | Ferdinando I d'Aragona   |                                     |  |  |       |  |  |              |  |  |           |  |
|                         | Giovanni II d'Aragona | Ferdinando I d'Aragona   |                                     |  |  |       |  |  |              |  |  |           |  |
|                         | Giovanni II d'Aragona | Eleonora d'Alburquerque  |                                     |  |  |       |  |  |              |  |  |           |  |
| Ferdinando II d'Aragona | Giovanni II d'Aragona |                          |                                     |  |  |       |  |  |              |  |  |           |  |
|                         |                       | Giovanna Enríquez        | Federico Enriquez                   |  |  |       |  |  |              |  |  |           |  |
|                         |                       | Giovanna Enríquez        | Federico Enriquez                   |  |  |       |  |  |              |  |  |           |  |
|                         |                       | Giovanna Enríquez        | Marina Fernández di Cordoba e Ayala |  |  |       |  |  |              |  |  |           |  |
| Giovanna di Castiglia   |                       | Giovanna Enríquez        |                                     |  |  |       |  |  |              |  |  |           |  |
|                         |                       | Giovanni II di Castiglia | Enrico II di Castiglia              |  |  |       |  |  |              |  |  |           |  |
|                         |                       | Giovanni II di Castiglia | Enrico II di Castiglia              |  |  |       |  |  |              |  |  |           |  |
|                         |                       | Giovanni II di Castiglia | Caterina di Lancàster               |  |  |       |  |  |              |  |  |           |  |
| Isabella di Castiglia   |                       | Giovanni II di Castiglia |                                     |  |  |       |  |  |              |  |  |           |  |
|                         |                       | Isabella del Portogallo  | Giovanni d'Aviz                     |  |  |       |  |  |              |  |  |           |  |
|                         |                       | Isabella del Portogallo  | Giovanni d'Aviz                     |  |  |       |  |  |              |  |  |           |  |
|                         |                       | Isabella del Portogallo  | Isabella di Braganza                |  |  |       |  |  |              |  |  |           |  |
|                         |                       | Isabella del Portogallo  |                                     |  |  |       |  |  |              |  |  |           |  |